# Верхня Савоя
Ве́рхня Саво́я (фр. Haute-Savoie) — департамент на сході Франції, один із департаментів регіону Овернь-Рона-Альпи.
Порядковий номер 74. Адміністративний центр — Ансі. Населення становить 631,7 тис. мешканців (33-е місце серед департаментів, дані 1999 р.).

## Історія
До середини XIX століття Савоя належала Савойській герцогській династії. У березні 1860 р. вона була приєднана до Франції.

## Географія
Площа території 4 388 км².
Департамент розташований в Альпах і межує з Італією і Швейцарією. Тут розташована гора Монблан й озеро Ансі, тут же розташоване місто Евіан із всесвітньо відомим джерелом мінеральної води. Ще одна визначна пам'ятка — друга за глибиною печера у світі Gouffre Mirolda, завглибшки 1 733 м.
Департамент включає 4 округи, 34 кантони і 294 комуни.

## Чудові природні об'єкти
- Перевали: col des Aravis, col de la Colombière, col des Montets, col de la Forclaz, Col de la Croix-Fry, Col de Joux-Plane, col du Feu, col de Cou, col du Géant, col de Balme
- Ставки та млини Crossagny, національні заповідники: Mer de glace, Delta de la Dranse, Roc de Chère
- Ущелини: Gorges du Fier, Gorges du Pont du diable (La Vernaz), Gorges de la Diosaz, Gorges des Tines, Gorges du Bronze, Gorges de la Dranse, Gorges de la Gruvaz
- Озера: Озеро Ансі, Женевське озеро, озеро Монрйон, озеро des Confins, Зелене озеро, Біле озеро, озеро des Plagnes, Озеро Валлон
- Гірські масиви: Аравіта, Монблан, Aiguilles Rouges, le Grand Massif
- Гори: Монблан, Шпиль Півдня, Salève, Semnoz, Brévent, Voirons
- Плато Glières, Désert de Platé, Цирк дю Фер-а-Шеваль, плато Хреста, плато Mouilles, плато Moises, плато Plaine-Joux
- Водоспади: водоспад Seythenex, каскад Diomaz, водоспад Arpenaz